# IC 4465
IC 4465 ist eine Spiralgalaxie vom Hubble-Typ Sab? im Sternbild Bärenhüter am Nordsternhimmel. Bei dem Objekt handelt es sich um eine sogenannte Edge-On-Galaxie, d. h. wir sehen sie genau in Kantenstellung. Sie ist rund 729 Millionen Lichtjahre von der Milchstraße entfernt.
Entdeckt wurde IC 4469 am 10. Mai 1904 von Royal Harwood Frost.